# Andrea Koch Benvenuto
Karina Andrea Koch Benvenuto (* 26. April 1985 in Santiago de Chile) ist eine ehemalige chilenische Tennisspielerin.

## Karriere
Koch Benvenuto spielte überwiegend Turniere auf der ITF Women’s World Tennis Tour, bei denen sie 14 Einzel- und 19 Doppeltitel gewann.
2011 gewann sie bei den Panamerikanischen Spielen mit Partner Guillermo Rivera die Silbermedaille im Mixed und erreichte das Achtelfinale im Dameneinzel.
2013 konnte sie am 30. November und 1. Dezember beim ITF in Bogotá den Titel im Einzel und Doppel gewinnen.
2014 gewann sie bei den Südamerikaspielen mit Partner Jorge Aguilar die Bronzemedaille im Mixed.
2015 nahm sie an den Panamerikanischen Spielen im Dameneinzel und Mixed teil.
In der 2. Tennis-Bundesliga der Damen spielte sie 2015, 2016 und 2017 für die Mannschaft des TC Union Münster.
2003 bis 2016 spielte sie in der chilenischen Fed-Cup-Mannschaft, wo sie von 51 Einzeln 33 gewann und 18 verlor und von 25 Doppeln elf gewann und 14 verlor. Damit hält sie den Landesrekord für die meisten Teilnahmen, die meisten Siege im Einzel und das beste Doppel.
2024 startete Koch Benvenuto bei einigen Turnieren der International Padel Federation, wo sie Ende 2024 mit 45 Punkten die Weltranglistenposition 144 belegte.

## Turniersiege

### Einzel
| Nr. | Datum              | Turnier                 | Kategorie   | Belag     | Finalgegnerin                   | Ergebnis       |
| --- | ------------------ | ----------------------- | ----------- | --------- | ------------------------------- | -------------- |
| 1.  | 11. Juni 2006      | Xalapa                  | ITF $10.000 | Hartplatz | María Irigoyen                  | 6:1, 3:6, 6:4  |
| 2.  | 13. September 2009 | Mazatlán                | ITF $10.000 | Hartplatz | Fernanda Hermenegildo           | 6:1, 6:2       |
| 3.  | 8. November 2009   | Bogotá                  | ITF $10.000 | Sand      | Yuliana Lizarazo                | 7:65, 6:4      |
| 4.  | 14. November 2010  | Bogotá                  | ITF $10.000 | Sand      | Patricia Ku Flores              | 6:1, 7:5       |
| 5.  | 5. Dezember 2010   | Santiago de Chile       | ITF $10.000 | Sand      | Verónica Cepede Royg            | 6:2, 6:2       |
| 6.  | 24. Juli 2011      | Ribeirão Preto          | ITF $10.000 | Sand      | Vivian Segnini                  | 6:2, 6:2       |
| 7.  | 21. August 2011    | La Paz                  | ITF $10.000 | Sand      | María Irigoyen                  | 6:0, 7:61      |
| 8.  | 25. November 2012  | Barranquilla            | ITF $10.000 | Sand      | Karolina Nowak                  | 7:64, 6:0      |
| 9.  | 27. Oktober 2013   | Bogotá                  | ITF $10.000 | Hartplatz | Anna Katalina Alzate Esmurzaeva | 6:3, 6:3       |
| 10. | 17. November 2013  | Lima                    | ITF $10.000 | Sand      | Patricia Ku Flores              | 7:5, 6:74, 6:2 |
| 11. | 1. Dezember 2013   | Bogotá                  | ITF $10.000 | Sand      | Naomi Totka                     | 6:1, 6:1       |
| 12. | 3. August 2014     | Santa Cruz de la Sierra | ITF $10.000 | Sand      | Julieta Lara Estable            | 6:2, 7:5       |
| 13. | 31. August 2014    | Quito                   | ITF $10.000 | Sand      | Sofía Blanco                    | 6:3, 6:4       |
| 14. | 26. Oktober 2014   | Pereira                 | ITF $10.000 | Sand      | Nicole Frenkel                  | 7:61, 6:2      |

### Doppel
| Nr. | Datum              | Turnier                 | Kategorie   | Belag     | Partnerin            | Finalgegnerinnen                            | Ergebnis          |
| --- | ------------------ | ----------------------- | ----------- | --------- | -------------------- | ------------------------------------------- | ----------------- |
| 1.  | 20. August 2005    | Guayaquil               | ITF $10.000 | Hartplatz | Veronica Spiegel     | Kit Carson Dragana Jakovljevic              | 6:1, 6:2          |
| 2.  | 3. September 2005  | Santa Cruz de la Sierra | ITF $10.000 | Sand      | Veronica Spiegel     | Dominika Dieskova Courtney Nagle            | 6:3, 6:3          |
| 3.  | 16. Juli 2006      | Caracas                 | ITF $10.000 | Hartplatz | Betina Jozami        | María Irigoyen Flavia Mignola               | 4:6, 6:2, 6:2     |
| 4.  | 1. Dezember 2007   | Santiago de Chile       | ITF $10.000 | Sand      | Soledad Esperon      | Salome Llaguno Veronica Spiegel             | 6:3, 2:6, [10:8]  |
| 5.  | 13. April 2008     | Los Mochis              | ITF $10.000 | Sand      | Vanesa Furlanetto    | Indire Akiki Allie Will                     | 6:0, 7:5          |
| 6.  | 18. Oktober 2008   | Lima                    | ITF $10.000 | Sand      | Karen Castiblanco    | Marina Giral Lores Paula Ormaechea          | 6:2, 6:1          |
| 7.  | 25. Oktober 2008   | Lima                    | ITF $10.000 | Sand      | Karen Castiblanco    | Marina Giral Lores Paula Ormaechea          | 6:77, 6:0, [10:3] |
| 8.  | 15. November 2008  | Santiago de Chile       | ITF $10.000 | Sand      | Karen Castiblanco    | Katerina Kramperova Nataly Yoo              | ohne Spiel        |
| 9.  | 26. September 2009 | Obregón                 | ITF $10.000 | Hartplatz | Natalia Guitler      | Jamie Hampton Whitney Jones                 | 7:66, 6:4         |
| 10. | 3. Oktober 2009    | Juárez                  | ITF $10.000 | Sand      | Paula Zabala         | Lucia Jara-Lozano Giannina Minieri          | 6:0, 3:6, [10:4]  |
| 11. | 7. November 2009   | Bogotá                  | ITF $10.000 | Sand      | Karen Castiblanco    | Yuliana Lizarazo Paula Zabala               | 6:3, 6:1          |
| 12. | 21. November 2009  | Asunción                | ITF $10.000 | Sand      | Vanesa Furlanetto    | Raquel Piltcher Roxane Vaisemberg           | 6:4, 2:6, [10:5]  |
| 13. | 28. November 2009  | Lima                    | ITF $10.000 | Sand      | Cecilia Costa Melgar | Agustina Sol Eskenazi Paula Ormaechea       | 6:1, 6:3          |
| 14. | 19. Dezember 2009  | Quito                   | ITF $10.000 | Sand      | Mariana Correa       | Alejandra Alvarez Marie Elise Casares       | 7:63, 6:2         |
| 15. | 30. Oktober 2010   | Bogotá                  | ITF $10.000 | Sand      | Karen Castiblanco    | Fernanda Brito Daniela Seguel               | 1:6, 6:3, [10:6]  |
| 16. | 13. November 2010  | Bogotá                  | ITF $10.000 | Sand      | Karen Castiblanco    | Karen Johanna Ramirez Rivera Daniela Seguel | 6:4, 7:5          |
| 17. | 13. August 2011    | Santa Cruz de la Sierra | ITF $10.000 | Sand      | Maria Irigoyen       | Jazmin Britos Giovanna Tomita               | 6:2, 6:1          |
| 18. | 20. August 2011    | La Paz                  | ITF $10.000 | Sand      | Maria Irigoyen       | Carla Lucero Luciana Sarmenti               | 6:2, 6:2          |
| 19. | 30. November 2013  | Bogotá                  | ITF $10.000 | Sand      | Daniella Roldan      | Maria Fernanda Herazo Gonzalez Naomi Totka  | 6:1, 6:4          |

## Sperre wegen grobem unsportlichen Verhaltens
Koch Benvenuto wurde im Juni 2016 für drei Monate gesperrt, nachdem sie während eines Spiels in der brasilianischen Stadt São José dos Campos am 30. März wegen Verstößen gegen den Verhaltenskodex des Internationalen Tennisverbands (ITF) für schuldig befunden wurde. Sie wurde wegen unsportlichem Verhalten im Spiel disqualifiziert und hatte anschließend das Mobiltelefon des Supervisors zerstört, nachdem er ihre Sperre bekanntgegeben hatte und sie dies nicht akzeptieren wollte. Sie wurde außerdem zu einer Strafe von 500 US-Dollar und Schadensersatz von 200 US-Dollar für das zerstörte Mobiltelefon verurteilt.